# Félix Siby
Félix Siby (né le 18 janvier 1942 à Sette Cama au Gabon et décédé le 29 avril 2006 à Libreville au Gabon) est un homme politique gabonais, issu de l'ethnie Lumbu.

## Biographie
Il était docteur en économie appliquée de l'Université de Paris IX Dauphine.
Il a commencé sa carrière administrative en qualité d'administrateur civil. Il a occupé son premier poste de responsabilité en 1973 lorsqu'il est nommé directeur adjoint du cabinet civil du président de la République, Omar Bongo Ondimba avant d'être détaché, la même année, à la Société gabonaise de raffinage (SOGARA) en qualité de secrétaire général, poste qu'il occupa jusqu'en 1976,
Il a été nommé par décret présidentiel en 1976 au poste de directeur général adjoint de la SOGARA, chargé des affaires administratives et financières. Il restera à ce poste jusqu'au 11 août 1997 date de son entrée au gouvernement.
Félix Siby était un cadre du Parti Démocratique Gabonais.

## Fonctions
- Ministre de la Marine marchande et de la pêche du 11 août 1997 au 23 janvier 1999.
- Ministre de la Planification, de la Programmation du Développement et de l'Aménagement du Territoire du 23 janvier 1999 au 27 janvier 2002.
- Ministre de la Marine marchande, chargé des équipements portuaires du 27 janvier 2002 au 5 septembre 2004.
- Député de Ndougou à Gamba du 5 septembre 2004 au 29 avril 2006.